# Carcellia opiter
Carcellia opiter är en tvåvingeart som först beskrevs av Walker 1849.  Carcellia opiter ingår i släktet Carcellia och familjen parasitflugor.
Artens utbredningsområde är Frankrike. Inga underarter finns listade i Catalogue of Life.